# Pièce de 5 francs Tour Eiffel
Pour les articles homonymes, voir 5 francs.
La Cinq francs Tour Eiffel est une pièce de monnaie commémorative de cinq francs français émise en 1989 pour célébrer le centenaire de la Tour Eiffel.
Dessiné par le graveur Frédéric Joubert, l'avers représente la Tour Eiffel vue en contre-plongée qui augmente la sensation de perspective. Le revers, gravé par Joaquin Jimenez, montre une vue du dessous de la tour avec le socle et les armatures métalliques. Dérivée du type Semeuse, cette monnaie utilise les mêmes flans avec une âme en cupronickel (cuivre 750, nickel 250) et un plaquage en nickel pur et présente les mêmes caractéristiques physiques avec un diamètre de 29 mm et une épaisseur de 2 mm pour une masse de 10 grammes avec une tolérance de ± 30 millièmes.
Cette pièce est la première émission commémorative de la Cinq francs type Semeuse depuis l'entrée en vigueur du nouveau franc le 1er janvier 1960. Elle a obtenu le prestigieux prix international Coin of the Year 1989.

## Frappes

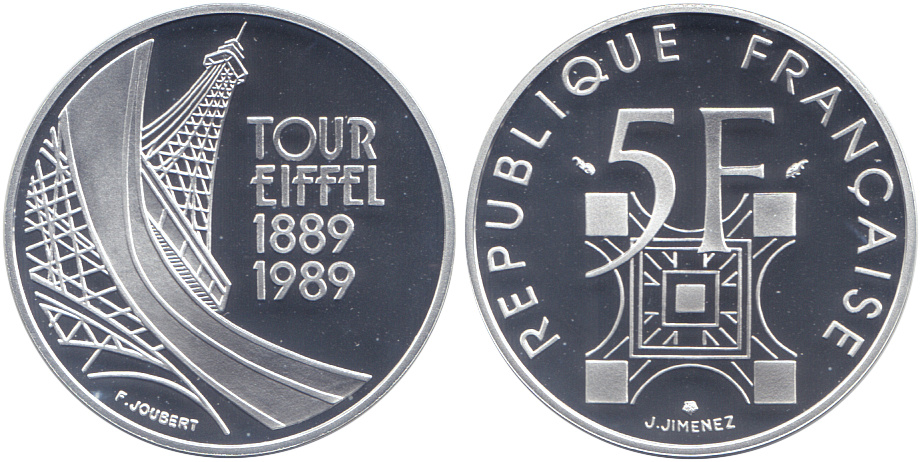
Pièce d'argent

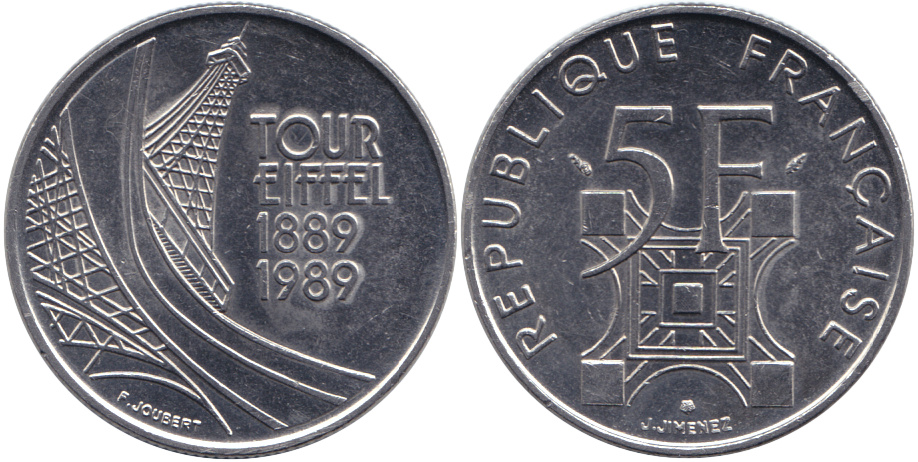
Pièce de cupronickel

### Frappes communes en alliagecuivre-nickel
| millésime | numéro catalogue | tirage    | remarques |
| --------- | ---------------- | --------- | --------- |
| 1989      | F.342/1          | 1 850     | essai     |
| 1989      | F.342/2          | 9 774 011 |           |

### Frappes en métaux précieux pour collectionneurs
En plus des pièces courantes mises en circulation au prix de leur valeur faciale, trois autres types de pièces ont été frappées dans des métaux précieux, destinés aux collectionneurs et vendues à un prix plus élevé.
Identiques dans leurs dessins et épaisseur à la pièce courante, elles diffèrent de celle-ci par un diamètre légèrement plus petit, 28,85 mm, une tranche lisse, leur masse en raison de leur composition différente ainsi qu'au niveau des tolérances autorisées, plus restrictives.
| Désignation de la frappe                   | Composition                      | Composition              | Masse              | Masse                    | Tirage prévu |
| Désignation de la frappe                   | Titre                            | Tolérance (en millièmes) | Masse (en grammes) | Tolérance (en millièmes) | Tirage prévu |
| ------------------------------------------ | -------------------------------- | ------------------------ | ------------------ | ------------------------ | ------------ |
| pièces en argent de qualité Belle épreuve  | argent : 900 cuivre : 100        | + 5                      | 12                 | + 10                     | 80 000       |
| pièces en or de qualité Belle épreuve      | or : 920 argent : 40 cuivre : 40 | + 3                      | 14                 | + 3                      | 30 000       |
| pièces en platine de qualité Belle épreuve | platine pur                      | pureté: minimum 999      | 16                 | + 3                      | 3 000        |

Toutes frappes confondues, il devait être fabriqué au total 9 900 000 de pièces du type Tour Eiffel selon le Journal Officiel.